# Zastava 10
Zastava 10 var en mindre bilmodell som tillverkas av Zastava i Kragujevac i Serbien mellan 2006 och 2008. Modellen introducerades på den östeuropeiska marknaden 2006 och är egentligen en Fiat Punto av utgående generation med andra emblem. Den är med marginal Zastavas sista bilmodell. Den konkurrerade prismässigt med modeller från Lada och Dacia, men är konstruktionsmässigt att jämföra med den betydligt dyrare Volkswagen Polo. Standardutrustningen omfattar förar- och passagerarairbag, liksom luftkonditionering. Zastava 10 fanns endast som femdörrars halvkombi och såldes över huvud taget inte i Västeuropa.